# Arta programării calculatoarelor
„Arta programării calculatoarelor”, în engleză în original: "The Art of Computer Programming", este una dintre cele mai faimoase cărți din domeniul informaticii, scrisă de Donald E. Knuth, carte ce se ocupă de toate genurile de algoritmi cu demonstrații matematice riguroase.
Din această carte monumentală prin dimensiuni și conținut au apărut trei volume, toate trei fiind traduse în limba română, iar Knuth a anunțat că vor mai urma alte patru.
Prima ediție în limba română a fost editată sub titlul Tratat de programare al calculatoarelor de către Editura Tehnică
- În anul 1974 a apărut primul volum, cu subtitlul Algoritmi fundamentali, traducere a primului volum din limba engleză, după ediția din 1973 (a II-a), cuprinzând capitolele:
  - Concepte de bază
  - Structura informației

- În anul 1976 a apărut al doilea volum, cu subtitlul Sortare și căutare traducere a celui de al treilea volum din limba engleză, după ediția din 1973, cuprinzând capitolele:
  - Sortare
  - Căutare

- În anul 1984 a apărut al treilea volum, cu subtitlul „Algoritmi seminumerici”, traducere a celui de al doilea volum din limba engleză, după ediția din 1981, cuprinzând capitolele:
  - Numere aleatoare
  - Aritmetica

Între anii 1999 - 2001 Editura Teora a reeditat lucrarea sub titlul Arta programării calculatoarelor
Volumul patru este în curs de apariție, structura sa este:
- Enumerare și backtracking
- Grafuri și algoritmi de rețea
- Optimizare și recursivitate

Din volumul 4 au apărut fasciculele preliminare 2, 3 și 4. Fascicula 2 a fost tradusă în limba română sub titlul Generarea tuturor tuplurilor și permutărilor.